# Галеб (брод)
Галеб или Брод мира је био школски брод Југословенске ратне морнарице и резиденцијална јахта коју је користио председник СФРЈ Јосип Броз Тито на својим бројним путовањима и за угошћивање бројних државника и познатих особа. Брод на подручју бивше СФРЈ, као и бројних држава чланица Покрета несврстаних, представља један од симбола бивше државе. Изграђен је 1938. године у Ђенови и поринут под именом RAMB III, а за потребе маршала Тита је реконструисан 1951. године. Током своје активне службе брод је променио три имена и три заставе под којима је пловио.

## Историја
Галеб је имао дугу историју.

### РАМБ
Године 1936. италијанска компанија за трговину јужним воћем — Ређина Ациенда Монополи Банане (итал. Regina Azienda Monopoli Banane, RAMB) из Ђенове наручила је четири брза брода на дизелски погон. Четири брода истог типа, међу којима и RAMB III изграђен су у бродоградилишту Ансалдо у Ђенови 1938. године. Оригинална намена бродова је био превоз смрзнутих банана из Сомалиланда и Еритреје у Италијанској Источној Африци у Европу.
Пред почетак Другог светског рата због својег дизајна RAMB III је пренамењен u ескортну крстарицу за препаде на трговачке бродове. Депласман брода је износио 3.667 тона, а дизелски мотори су омогућавали да постигне брзину од 18,5 чворова. Када је Италија 10. јуна 1940. објавила рат Уједињеном Краљевству и Француској, RAMB III је једини од четири брода био у матичној луци. Иако није испунио своју оригиналну намену, па тако никада није стигао у Италијанску источну Африку, RAMB III је остварио подугачку каријеру у Италијанској краљевској морнарици у којој је у конвојима за снабдевање служио као пратећи брод. Попут остала три истоветна брода наоружан је двама 120 mm топовима, као и са осам 13,2 mm противавионских топова.
Дана 12. новембра 1940. током напада на Таранто у јужном Јадрану се на задатку налазила скупина британских разарача. Скупина је на путу од Валоне према Бриндизију наишла на мали конвој од четири италијанска трговачка брода, које су пратили RAMB III и пратећи брод Фабрици (итал. Fabrizi). RAMB III је при контакту с британским разарачима испалио 19 салви и без претрпљене штете се успешно пробио из обруча. Фабрици је остао с трговачким бродовима и такође отворио ватру на британске бродове. Иако је примио директан погодак, који га је озбиљно оштетио, посада брода наставила са борбом. Након што је Фабрици неутралисан, британски бродови су потопили сва четири трговачка брода.
Дана 10. маја 1941. RAMB III се налазио на задатку у либијској луци Бенгази, где је превозио месо за италијанску војску, када је погођен торпедом из британске подморнице ХМС Триумф (енгл. HMS Triumph). С таквим оштећењем брод није могао да исплови. Ипак, капетан Ђузепе Анети (итал. Giuseppe Aneti) распоредио је терет тако да је брод успео да исплови уназад. Брод је пловећи с крмом напред допловио до деветсто миља удаљене Сицилије, одакле је тегљачима довучен у бродоградилиште Сан Марко у Трсту.

### Кибиц
Након капитулације Италије, RAMB III су, још увек на поправкама, 9. септембра 1943. у Трсту заузели Немци. Прво су намеравали да га пренамене у брод за превоз трупа, а затим је донета одлука да се пренамени у минополагач назван Кибиц. Како није био опремљен потребном навигационом опремом за постављање мина, уз Кибиц је увек пловио још један брод, који је био опремљен таквом опремом. После пренамене Кибиц је могао да укрца 240 мина, постављене су му шине за избацивање мина и додатно противавионско наоружање. Током 1944. године, све док и сам није налетео на једну од мина у близини Анконе, поставио је више од 5.000 мина у Кварнеру и северном Јадрану. Кибиц се по други пута, у вожњи крмом према напред извлачи до Пуле где је поправљен. Након тога се повукао у Ријеку где га је након више покушаја потопило савезничко ратно ваздухопловство 5. новембра 1944.

### Галеб
Након ослобођења Ријеке и краја рата започело је чишћење луке од олупина па је године 1947. отпочело и вађење Кибицове олупине са дубине од 22 метра. Вађење потонулог брода извео је сплитски Бродоспас. Приликом вађења Кибица први пут је на источној обали Јадрана примењена техника вађења брода помоћу цилиндара и ваздуха под притиском. Брод је напослетку извађен почетком 1948. године, делимично растављен и реконструисан у пулском бродоградилишту. Брод је потпуно и врло луксузно и модерно уређен и предат Југсловенској ратној морнарици као школски брод Галеб, који је уз то постао и резиденцијална јахта председника СФРЈ Јосипа Броза Тита. У новој улози која се веома разликовала од оригиналне намене брода, Галеб је служио следећих 30 година.
Тито је на палубу Галеба први пут ступио 1952. године у Подгори, када је с палубе брода извршио инспекцију бродова Југословенске ратне морнарице. Током следећих 27 година Галеб је у Титовој служби провео тачно 549 дана: у тих 549 дана, Тито је на броду провео 318 дана, прешавши 86.062 наутичких миља (157.420 km) на путовањима по Јадрану и светским морима у мисијама мира и пријатељства. До Титове смрти на броду су боравила 102 светска државника.
Брод је први пут у фокус међународне јавности дошао у марту 1953. када је, идући на сусрет са Винстоном Черчилом, Тито, као први комунистички вођа у историји који је посетио Уједињено Краљевство, бродом упловио у Темзу. Тита је приликом посета на палуби брода први службено поздравио Војвода од Единбурга. Од марта 1953. године, Тито је Галебом путовао 14 пута, притом посетивши 18 земаља на три континента - Европи, Азији и Африци, приставши у 29 лука, од којих у неке и више пута. Током посета Галебовом палубом прошли су многи државници и представници пријатељских земаља, од споменутог енглеског премијера Винстона Черчила, грчког краља Павла и краљице Фредерике до етиопског цара Хајла Селасија и мароканског краља Хасана II, а посетили су га и председници несврстаних земаља Гамал Абдел Насер, Џавахарлал Нехру, Ахмед Сукарно, генерал Абуд, Кваме Нкрумах, Алберт Табнен, Хабиб Бургиба, Сиримаво Бандаранаике, У Ну, Не Вин, Модибо Кеита, Секу Туре, архиепископ Макариос, али и председник Совјетског Савеза Никита Хрушчов. Поред државника на Галебу су боравили и многи светски познати научници, уметници, попут Елизабет Тејлор и Ричарда Бартона, који је глумио Тита у партизанском филму Сутјеска из 1973. и висока војна лица. Задње Титово путовање овим бродом било је 1979. године
1991. године с почетком рата у Хрватској брод је из Пуле повучен у бококоторски залив, где је остао везан до краја 1990их, када је уступљен Влади Црне Горе (са још пар помоћна брода) у замену за станове у насељу Пињеш крај Улциња. Из Тивта бива тегљен у Бијелу, одакле га је Влада Црне Горе продала компанији Плесид Си (енгл. Placid Sea) из Либерије грчког бродовласника Џона Пола Папаниколауа (грч. John Paul Papanicolaou), који је намеравао да од њега направи луксузну јахту за богату клијентелу. Галеб је отегљен у Ремонтно бродоградилиште Виктор Ленац у Ријеци на ремонт. Због недостатака новца власник није подмирио вишегодишња дуговања везана уз брод, па је у Ријеци покренут судски поступак и продаја брода. 2006. године Министарство културе Републике Хрватске је Галеб прогласило културним добром. 2007. године Министарство је утврдило да је брод у лошем стању па је дато упозорење власнику да спречи његово пропадање. Како се власник оглушио на захтев, Одјел градске управе за културу Града Ријеке је проглашен за привременог управника брода. 8. септембра 2008. године брод се због продора падавинских вода кроз кородирану палубу нагнуо на десну страну. Услед тога извршена је привремена санација палубе како би се спречило даље продирање падавинских вода у унутрашњост борда. Одржавање аукције на којој право првооткупа Галеба имају Град Ријека, Приморско-горанска жупанија и Република Хрватска, зависи од жалбе коју је грчки бродар Папаниколау поднео против решења којим се брод проглашава културним добром и предаје на управу Града Ријеке. Град Ријека планира да Галеба уреди као музеј смештен у ријечкој луци, а ако би постојао и инвеститор, брод би се оспособио за пловидбу. Вредност Галеба је процењена на 275.194 америчких долара, док је најнижа прихватљива понуда цена од 150.000 долара.

## Занимљивости
Брзину од 17,6 чворова брод је постизао помоћу двају Фијатових дизел-мотора од 7.000 КС. Занимљивост је да су Италијани, поносни на Галебове моторе из 1938. године, у једном тренутку СФРЈ понудили, да у замену за дозволу уклањања мотора из брода, како би били изложени у Фијатовом музеју у Торину, Југословенској ратној морнарици изграде нови, најмодернији школски брод. Југословенско руководство ту је молбу глатко одбило.
- Посета Јосипа Броза Тита Индонезији на „Путу мира” 1958/1959. године